# Нартов, Василий Михайлович
Васи́лий Миха́йлович На́ртов (6 апреля 1900 — 30 апреля 1978) — советский военачальник, генерал-майор интендантской службы, участник Гражданской войны, боёв на озере Хасан, Советско-финской и Великой Отечественной войн.

## Биография
Василий Михайлович Нартов родился 6 апреля 1900 года в селе Таловское (ныне — Таловский район Воронежской области). 
В июне 1919 года поступил на службу в Рабоче-Крестьянскую Красную Армию. Участвовал в Гражданской войне. После её окончания служил на различных военно-хозяйственных должностях. В 1929 году окончил хозяйственное отделение курсов «Выстрел». Участвовал в боях на озере Хасан, будучи начальником отдела вещевого снабжения 1-й отдельной Краснознамённой Дальневосточной армии. В 1939—1940 годах преподавал на кафедре снабжения Военно-хозяйственной академии имени В. М. Молотова. Принимал участие в советско-финской войне. После её окончания переведён в аппарат Главного интендантского управления Красной Армии. Здесь он встретил начало Великой Отечественной войны.
В ноябре 1941 года Нартов был назначен интендантом 52-й армии, сражавшейся на Волховском фронте. В марте 1942 года стал интендантом всего этого фронта. В трудных условиях постоянных наступательных и оборонительных боёв в районе Ладожского озера Нартов сумел организовать бесперебойное снабжение войск фронта интендантским имуществом. Под его руководством была создана крупная фронтовая база по изготовлению и ремонту обозно-хозяйственного и квартирно-эксплуатационного имущества, а также военного обмундирования и обуви. Его усилиями удалось покрыть всю потребность личного состава фронта. Многократно выезжал на передовую, лично руководя действиями интендантов в частях. Впоследствии Нартов был интендантом Западного, 2-го Прибалтийского и Ленинградского фронтов.
После окончания войны продолжал службу в Советской Армии, был интендантом Ленинградского военного округа и Северной группы войск. В июне 1951 года переведён на службу в Военно-морской флот СССР. Возглавлял Управление продовольственного снабжения Военно-морских сил Советского Союза, а с мая 1953 года был заместителем по Военно-морскому флоту начальника Управления продовольственного снабжения Министерства обороны СССР. 
В июне 1956 года в звании генерал-майора интендантской службы Нартов был уволен в запас. 
Умер 30 апреля 1978 года, похоронен в колумбарии Николо-Архангельского кладбища Москвы.

## Награды
- Орден Ленина (30 апреля 1945 года);
- 3 ордена Красного Знамени (23 апреля 1942 года, 3 ноября 1944 года, 15 ноября 1950 года);
- Орден Богдана Хмельницкого 2-й степени (29 июня 1945 года);
- Орден Отечественной войны 1-й степени (4 июля 1944 года);
- Орден Красной Звезды (1 апреля 1943 года);
- Медаль «За оборону Ленинграда» и другие медали.
- Знак «Участнику Хасанских боёв»